# Tvangsfjernelse af grønlandske børn
22 grønlandske børn blev tvangsfjernet i 1951 til Danmark i et forsøg at give dem dansk værdier og at gøre dem til forbilleder for andre når de vendte tilbage. Hovedparten af børnene vendte efter knap halvandet år tilbage til Grønland og blev anbragt på det ny-opførte børnehjem i Godthåb. Her fortsatte man med omskolingen af børnene, så de kunne fungere som elitedanskere og rollemodeller i 'det nye Grønland', dog blev seks af børnene i Danmark og blev adopteret af danske familier.
I 2010 blev der lavet en film om det: Eksperimentet, baseret på Tine Bryld og Per Folkvers interviewbog I den bedste mening fra 1998.
I november 2024 demonstrerede folk i Grønland, efter en kvinde havde fået tvangsfjernet sit nyfødte barn, i Thisted Kommune. Mange kritiserede kommunerne for at tvangsfjerne børn, på baggrund af en FKU-undersøgelse (Forældre kompetence undersøgelse). Ifølge demonstranterne, har undersøgelsen benyttet sig af parametre der ikke tager højde for kulturforskelle. Efterfølgende har daværende Socialminister Sophie Hæstorp Andersen opfordret kommunerne til, at droppe undersøgelsen, når de bedømmer om børn skal tvangsfjernes. 

## Undskyld
I 2019 ønskede den daværende statsminister Lars Løkke Rasmussen ikke at sige undskyld for tvangsfjernelserne.
I 2022 undskyldte statsminister Mette Frederiksen for tvangsfjernelserne på vegne af den danske stat.